# Anthonis Mor

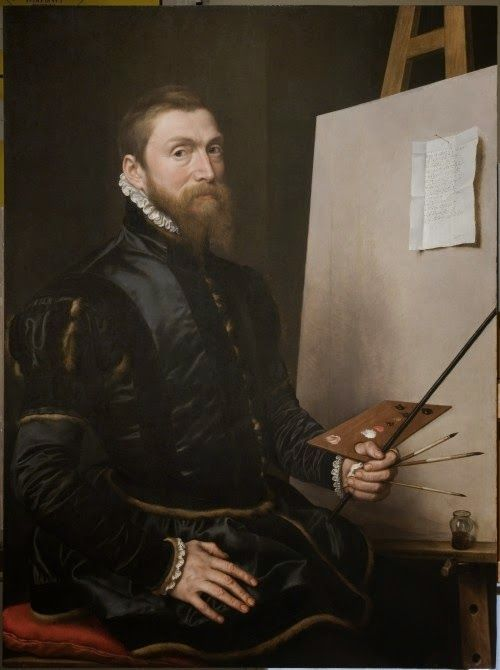
Anthonis Mor, Selbstporträt, 1558

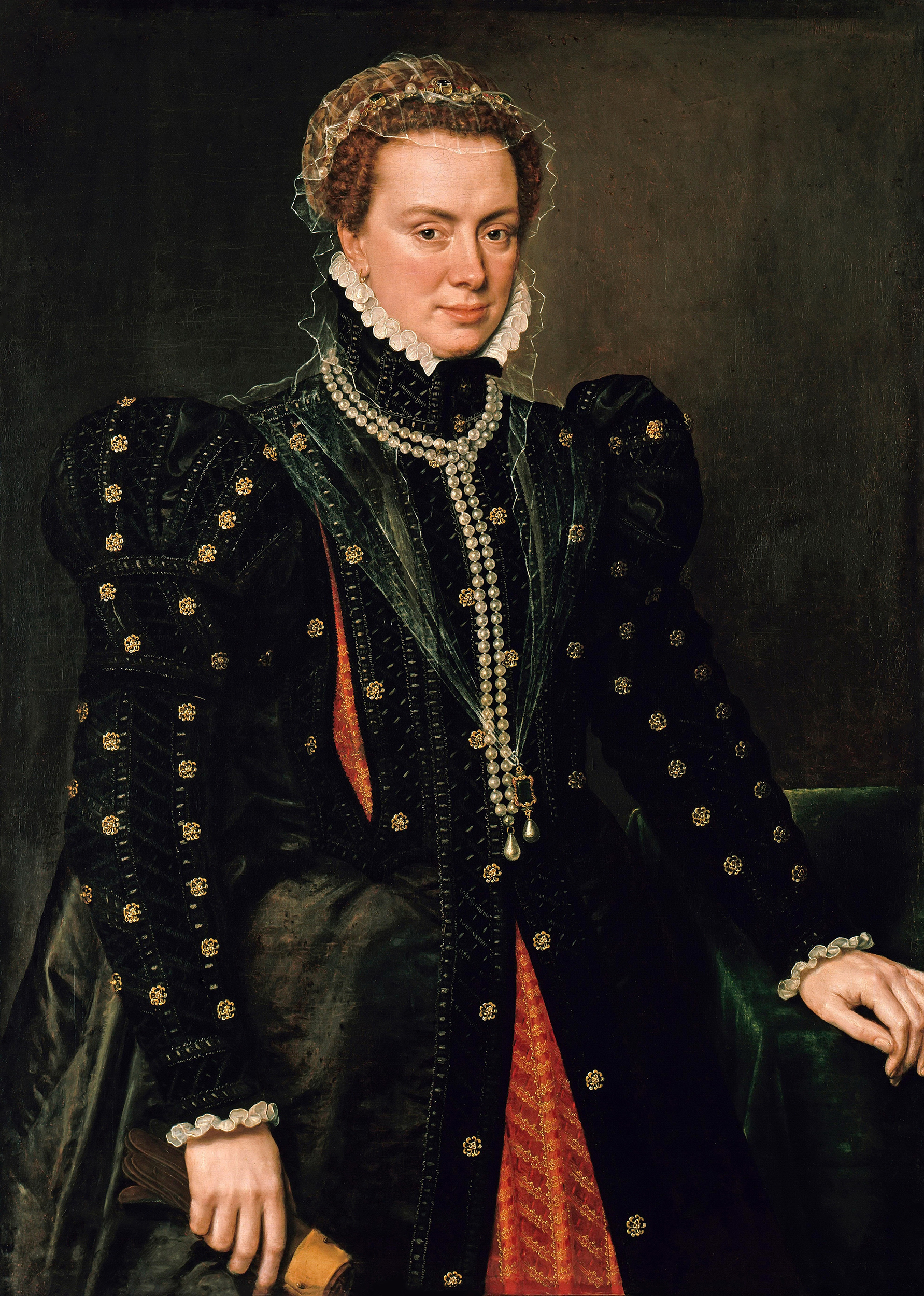
Margarethe von Parma, ca. 1562

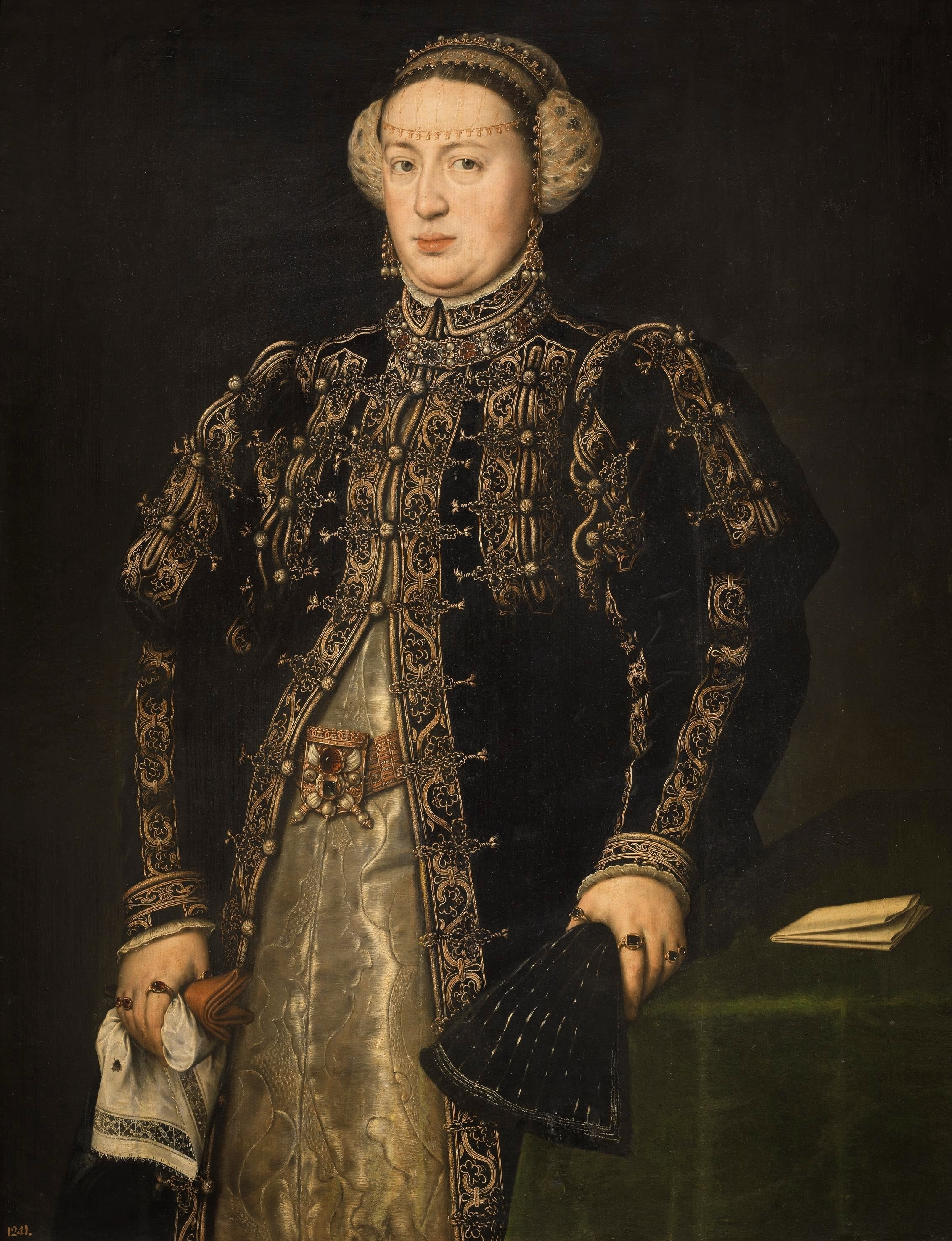
Katharina von Kastilien, Königin von Portugal, 1552

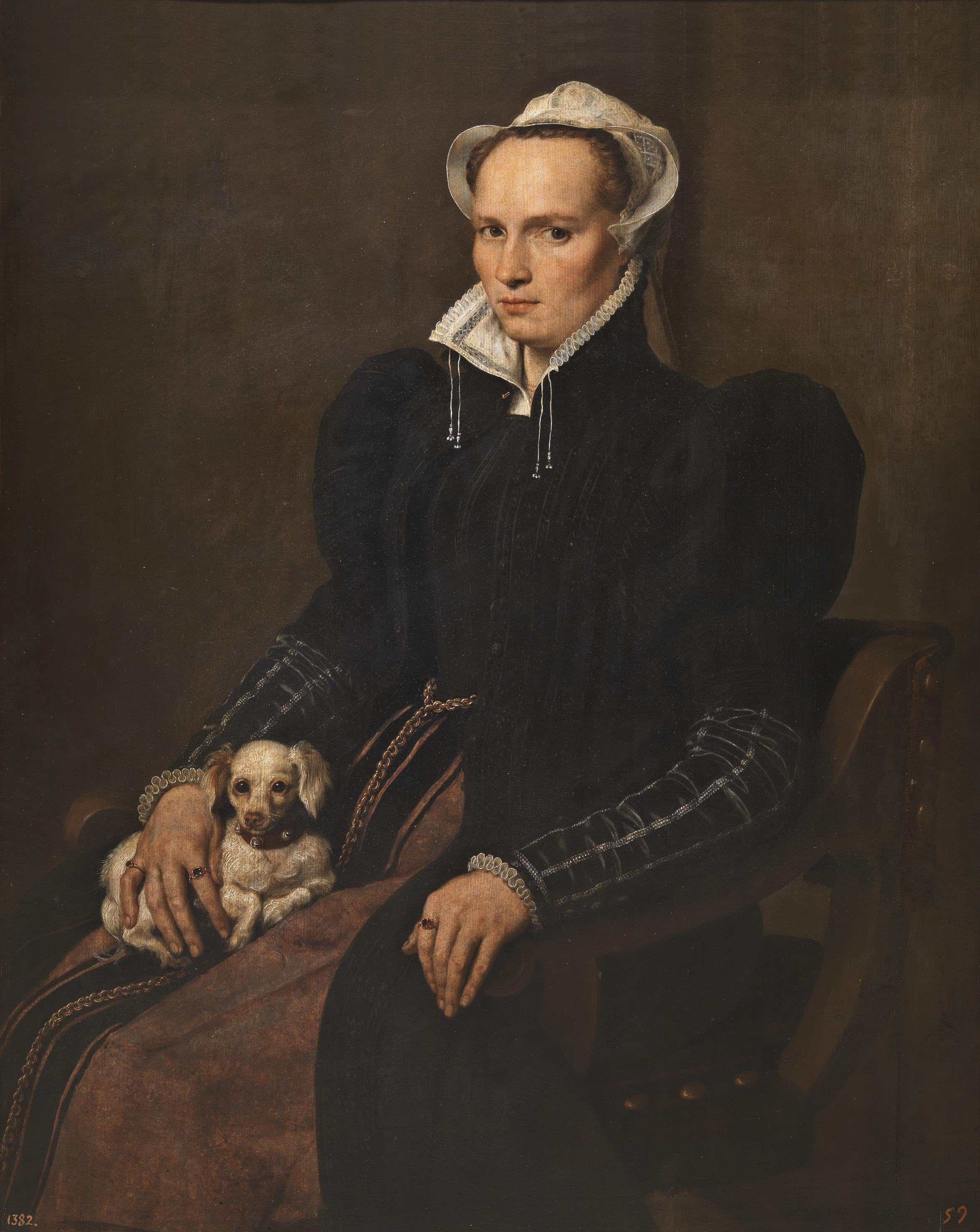
Mors Frau Metgen, 1554

Anthonis Mor (* zwischen 1512 und 1520 in Utrecht; † zwischen 1576 und 1577 in Antwerpen) auch Anthony More oder Anthonis Mor van Dashorst, war ein niederländischer Porträtmaler.

## Herkunft und Wirken
Antonio Moro (wie er am spanischen Hof genannt wurde) oder Anthonis Mor van Dashorst (wie er in seiner Geburtsstadt Utrecht genannt wurde), entstammte der Familie van Dashorst, die ihren Ursprung im nahen Amersfoort hatte und dort recht begütert war. Nach Wijburg, der sich mit seiner Herkunft befasst hat, wurde Anthonis Großvater, Mor Gerritsz van Dashorst, 1471 Bürger von Utrecht. Er trat 1479 dort mehrfach als „Mor van Dashorst“ auf. 1483 wurde er als „Moer de verwer“ bezeichnet (Mor der Maler). Seine Eltern waren Philips Morrenzoon van Dashorst und Lijsbeth Evertsdochter van der Beek. Er wurde ca. 1518 in Utrecht geboren.
Über Kindheit und Jugend von Antonio Moro ist sehr wenig bekannt, und auch die in vielen Biographien genannte Lehrzeit bei dem Maler Jan van Scorel, wird neuerdings teilweise angezweifelt. Er begann, Bilder im Stil von Hans Holbein dem Älteren zu malen. Von April 1550 an gehörte Mor in Rom nachweislich zum Haushalt des „Kardinals von Santa Fiora“. Dort in Rom studierte Mor die antiken Meister, ließ sich aber auch von Tizian beeinflussen. 
Nach fast einem Jahr kehrte Mor in die Niederlande zurück und ließ sich als freier Maler in Utrecht nieder. Als solcher wurde er auch Mitglied der Lukasgilde. Im Frühjahr 1552 reiste er auf Einladung von Königin Maria und Karl V. nach Madrid und porträtierte dort mehrere Mitglieder der königlichen Familie. Hier entstand auch ein Porträt Philipps II. Am 27. September 1552 wurde er ausbezahlt und von Königin Maria persönlich verabschiedet.
Im Laufe des darauf folgenden Jahres kehrte Mor nach Utrecht zurück und konnte sich am 4. Januar 1554 zusammen mit seiner Ehefrau dort ein Haus kaufen. Einige Wochen später bat König Philipp II. ihn nach London. Mor sollte dort dessen Hochzeit mit Maria am 25. Juli 1554 wirkungsvoll in Szene setzen.
1555 kehrte Mor in die Niederlande zurück, wahrscheinlich zusammen mit dem Hofstaat und Philipp II., der nach Brüssel reiste, um dort die Abdankung seines Vaters, Kaiser Karl V. vorzubereiten. Zwischen dem 22. Juli 1555 und dem 21. Januar 1556 entstand in Utrecht ein monumentales Porträt von Wilhelm I., dem niederländischen Führer im Unabhängigkeitskrieg. Der Abgebildete trägt bereits seinen Kommandostab, aber noch keine Insignien des Ordens vom Goldenen Vlies.
Nach dem Tod seiner Frau 1558 ging er nach Spanien zurück und war im Sommer 1559 wiederum in Madrid, um anlässlich der bevorstehenden Hochzeit Philipps II. mit Elisabeth von Valois einige Mitglieder der königlichen Familie zu porträtieren und auf Wunsch des Königs diese Eheschließung 1560 im Bild festzuhalten. Ende desselben Jahres scheint Mor überstürzt nach Hause abgereist zu sein.
Bald nach seiner Rückkehr aus Spanien ließ sich Mor in Antwerpen nieder. Dort entstand eines seiner letzten großen Porträts, das des spanischen Feldherrn Herzog von Alba. Wohl zwischen dem 17. April 1576 und dem 12. Mai 1577 starb er dort im Alter zwischen 55 und 65 Jahren dann auch.

## Werke
Seine Werke sind zahlreich, besonders in den englischen Sammlungen, in Madrid, in Wien, Brüssel, Petersburg und im Louvre. Die kaiserliche Galerie in Wien besitzt das Bildnis des Kardinals Antoine Perrenot de Granvelle, die Uffizien zu Florenz sein Selbstporträt und die Berliner Gemäldegalerie das Bildnis der Margarethe von Parma. Als Maler verschiedener Höfe erfreute sich Mor eines hohen Ansehens. Von ihm sind Bilder von Kaiser Karl V., Queen Mary, Prinz Wilhelm von Oranien und Kardinal Granvelle bekannt.